# Кармалка (приток Севиньзи)
Кармалка — река в России, протекает по Башкортостану. Устье реки находится в 14 км по правому берегу реки Стивинзя. Длина реки составляет 13 км, площадь водосборного бассейна 33,4 км².

## Данные водного реестра
По данным государственного водного реестра России относится к Камскому бассейновому округу, водохозяйственный участок реки — Ик от истока и до устья, речной подбассейн реки — бассейны притоков Камы до впадения Белой. Речной бассейн реки — Кама.
Код объекта в государственном водном реестре — 10010101312111100028046.